# (17407) Teige
(17407) Teige est un astéroïde de la ceinture principale.

## Description
(17407) Teige est un astéroïde de la ceinture principale. Il fut découvert le 14 octobre 1987 à l'Observatoire Kleť par Antonín Mrkos. Il présente une orbite caractérisée par un demi-grand axe de 2,66 UA, une excentricité de 0,27 et une inclinaison de 9,1° par rapport à l'écliptique.

## Étymologie
Cet astéroïde est nommé en l'honneur de Karel Teige (1900–1952).